# Entendez mon cri
Pour plus de détails, voir Fiche technique et Distribution.
Entendez mon cri (en polonais Usłyszcie mój krzyk) est un court métrage documentaire polonais réalisé par Maciej Drygas en 1991.

## Synopsis
Le film raconte l'histoire de Ryszard Siwiec, un comptable de Przemyśl qui s'immola le 8 septembre 1968 en plein milieu d'un festival national pour célébrer la récolte au Stadion Dziesięciolecia à Varsovie pour protester contre le régime communiste et l'Invasion de la Tchécoslovaquie par le Pacte de Varsovie. Grièvement brûlé, Siwiec a été transporté d'urgence à l'Hôpital Praski où il décéda quatre jours plus tard.

## Récompenses
- Prix du cinéma européen du meilleur film documentaire (1991)[1]
- Nagroda Artystyczna Młodych im. Stanisława Wyspiańskiego (Prix artistique des Jeunes) (1991)
- Prix spécial du Jury au Lubuskie Lato Filmowe (1991)
- Sesterce d'or au festival Visions du réel (1991)